# Bonlieu
Bonlieu település Franciaországban, Jura megyében. Lakosainak száma 218 fő (2022. január 1.). Bonlieu La Chaux-du-Dombief, Saint-Maurice-Crillat, Cogna, Uxelles, Saugeot, Menétrux-en-Joux és Le Frasnois községekkel határos.

## Népesség
A település népességének változása:
| Lakosok száma | 195  | 158  | 206  | 238  | 273  | 262  | 261  | 267  | 250  | 218  |
|               | 1968 | 1982 | 1990 | 2006 | 2013 | 2015 | 2017 | 2019 | 2020 | 2022 |